# Philip Proctor
Pour les articles homonymes, voir Proctor.
Phil Proctor est un acteur, scénariste, producteur, réalisateur et monteur américain né le 28 juillet 1940 à Goshen, Indiana (États-Unis). Il est membre de The Firesign Theatre.

## Filmographie

### comme acteur
- 1962 : Les Jetson (The Jetsons) (série télévisée) (voix)
- 1969 : Escadrilles suicide (The Thousand Plane Raid) de Boris Sagal : Turret Gunner
- 1971 : Un coin tranquille (A Safe Place) : Fred
- 1972 : Martian Space Party
- 1975 : Everything You Know Is Wrong : Limb Ashauler / Voix martiennes / Sam Evans / Beaulah Bell / Nino the mind-boggler / Bunny Crumbhunger / Général Curtis Goatheart / Colonel
- 1976 : Tunnel Vision (en) de Neal Israel et Bradley R. Swirnoff : Christian A. Broder
- 1977 : Cracking Up : Walter Concrete
- 1979 : J-Men Forever (en) de Richard Patterson : J-Man Barton
- 1979 : Scooby-Doo et Scrappy-Doo (Scooby-Doo and Scrappy-Doo) (série télévisée) (voix)
- 1980 : Expérimentations humaines (Human Experiments) : Procureur (voix)
- 1980 : Below the Belt (voix)
- 1981 : Les Schtroumpfs (The Smurfs) (série télévisée) (voix)
- 1983 : Nick Danger in The Case of the Missing Yolk (vidéo) : Rocky Rococo & Ma Yolk & Dr Dogg
- 1983 : Packin' It In (TV) : Cliff, le collègue de Gary
- 1984 : Sam's Son : Art Fisher
- 1986 : Eat or Be Eaten (vidéo) : Haryll Hee / Guard / Ed Stiffner / Wino Brothers Wine announcer
- 1986 : Stoogemania (en) de Chuck Workman : voix à la télévision (voix)
- 1986 : The Kingdom Chums: Little David's Adventure (TV) : Frog Servant / Fox Soldier #1 / Rat Soldier #1 (voix)
- 1987 : Cheeseburger film sandwich (Amazon Women on the Moon) : Mike (segment Silly Pate)
- 1988 : Terrorist on Trial: The United States vs. Salim Ajami (TV) : Présentateur télé
- 1989 : Cyber-C.H.I.C.
- 1989 : L'Homme homard venu de Mars (Lobster Man from Mars) : Lou
- 1989 : Night Life (en) de David Acomba : Randolph Whitlock
- 1990 : Petronella : Roi / Prince (voix)
- 1990 : 13 East (série télévisée) : Père Frankie
- 1991 : Taz-Mania, le diable de Tasmanie (Taz-Mania) (série télévisée) : Willie Wombat (voix)
- 1991 : Bad Attitudes (TV) : Norman Decker
- 1991 : La Belle et la Bête (Beauty and the Beast) (voix)
- 1992 : Porco rosso (Kurenai no buta) (doublage anglophone)
- 1992 : Aladdin : voix additionnelles
- 1993 : Based on an Untrue Story (TV) : Bruno
- 1994 : Where on Earth Is Carmen Sandiego? (série télévisée) (voix)
- 1994 : Le Roi lion (The Lion King) (voix)
- 1994 : L'Irrésistible North (North) : Jeff le lapin (voix)
- 1995 : Toy Story (voix)
- 1995 : T-Rex (Theodore Rex) (vidéo) (voix)
- 1995 : Les Feux de l'amour (The Young and the Restless) (série télévisée) : Bob Wilkins
- 1996 : Menno's Mind (en) de Jon Kroll (en) : L'inspecteur
- 1996 : Bio-Dome de Jason Bloom : Axl
- 1997 : Les Razmoket (Rugrats) (vidéo) : Howard Deville
- 1997 : Hercule (Hercules) : (voix)
- 1997 : Hé Arnold ! (Hey Arnold!) (série télévisée) : La Caverne aux merveilles (voix)
- 1998 : Mulan : (voix)
- 1998 : Dr Dolittle (Doctor Dolittle) : Singe ivre (voix)
- 1998 : Pocahontas 2 : Un monde nouveau (Pocahontas II: Journey to a New World) (vidéo) (voix)
- 1998 : 1 001 Pattes (A Bug's Life) (voix)
- 1998 : Les Razmoket, le film (The Rugrats Movie) de Norton Virgien et Igor Kovaljov : Howard DeVille / Igor (voix)
- 1999 : Chasse aux sorcières (Witch Hunt) (TV) : Rail Official
- 1999 : Tarzan (voix)
- 1999 : Le Géant de fer (The Iron Giant) (voix)
- 1999 : Mona le vampire (Mona the Vampire) (série télévisée) : Howard Gotto / Hélicoptére Soldat Cub #3 (voix)
- 1999 : Toy Story 2 (voix)
- 2000 : The Independent (en) : Le père de Rob
- 2000 : Les Aventures de Rocky et Bullwinkle (The Adventures of Rocky & Bullwinkle) de Des McAnuff : RBTV Floor Director
- 2000-2002 : Rolie Polie Olie (série télévisée) : Slick la limace (voix)
- 2000 : Running Mates (TV) : Délégué de l'Oregon
- 2000 : Les Razmokets à Paris - Le film (Rugrats in Paris: The Movie - Rugrats II) : Howard Deville (voix)
- 2001 : Firesign Theatre: Weirdly Cool (TV) : Divers roles
- 2001 : La Cour de récré: Vive les vacances (Recess: School's Out) : Golfeur n°2 / Scientifique n°2 (voix)
- 2001 : Dr Dolittle 2 : Singe ivre (voix)
- 2001 : Monstres et Cie (Monsters, Inc.) (voix)
- 2002 : Tarzan & Jane (vidéo) (voix)
- 2002 : La Planète au trésor : Un nouvel univers (Treasure Planet) (voix)
- 2003 : My Name Is Modesty: A Modesty Blaise Adventure (voix)
- 2003 : Les Razmoket rencontrent les Delajungle (Rugrats Go Wild!) : Howard DeVille (voix)
- 2003 : Razbitume ! (All Grown Up) (série télévisée) : Howard DeVille
- 2003-2007 : Jojo Circus (Jojo's Circus) (série télévisée) : Chat scat (voix)
- 2003 : Frère des ours (Brother Bear) (voix)
- 2004 : La ferme se rebelle (Home on the Range) (voix)
- 2004 : Caillou (série télévisée) : Bob Cratchit (voix)
- 2005 : Zig Zag, l'étalon zébré (Racing Stripes) (voix)
- 2005 : I'm Not Gay : Juge
- 2005 : Thru the Moebius Strip : Rebel (voix)
- 2006 : Dr Dolittle 3 (vidéo) : Stray Dog / Drunk Monkey (voix)
- 2008 : Docteur Dolittle 4 (Dr Dolittle: Tail to the Chief) (TV) (voix)

### comme scénariste
- 1971 : Zachariah
- 1972 : Martian Space Party
- 1975 : Everything You Know Is Wrong
- 1977 : Cracking Up
- 1979 : J-Men Forever (en)
- 1979 : Americathon (en)
- 1983 : Nick Danger in The Case of the Missing Yolk (vidéo)
- 2001 : Firesign Theatre: Weirdly Cool (TV)

### comme producteur
- 1975 : Everything You Know Is Wrong

### comme réalisateur
- 1975 : Everything You Know Is Wrong

### comme monteur
- 1972 : Martian Space Party